# Di chỉ Tam Tinh Đôi

Bản đồ di chỉ đồng Tam Tinh Đôi

Di chỉ Tam Tinh đôi (tiếng Trung: 三星堆遗址, nghĩa đen: Gò ba sao) là một di chỉ khảo cổ học nằm trong địa phận thành phố Quảng Hán, tỉnh Tứ Xuyên, Trung Quốc. Đồng thời, Tam Tinh Đôi cũng là tên gọi của một văn hóa thời đại đồ đồng trước đây chưa biết mà nó là di chỉ điển hình. Hiện nay người ta tin rằng Tam Tinh Đôi là địa điểm của một đô thị lớn của Trung Hoa cổ đại. Văn hóa thời đại đồ đồng mà nó thuộc về đã được tái phát hiện vào năm 1987 khi các nhà khảo cổ học khai quật một lượng đáng kể các cổ vật có niên đại cacbon phóng xạ là khoảng thế kỷ 12-11 TCN. Văn hóa đã tạo ra các cổ vật này hiện nay được biết đến như là văn hóa Tam Tinh Đôi, và các nhà khảo cổ học coi nó là thuộc về thời kỳ lịch sử của vương quốc Thục cổ đại. Các cổ vật này hiện nay được trưng bày tại Bảo tàng Tam Tinh Đôi ở phía tây thành phố cấp huyện Quảng Hán.
Phát hiện tại Tam Tinh Đôi cũng như các phát hiện khác, chẳng hạn các ngôi mộ tại Tân Can ở Giang Tây, đang thách thức diễn giải truyền thống cho rằng nền văn minh Trung Hoa đã lan tỏa từ vùng đồng bằng trung tâm sông Hoàng Hà, và các nhà khảo cổ học Trung Hoa đã bắt đầu đề cập tới khái niệm "nhiều trung tâm cải tiến hợp cùng nhau đã diễn ra trước văn minh Trung Hoa".

## Lịch sử phát hiện
Là di chỉ vương quốc Thục cách đây khoảng 5000 đến 3000 năm. Di chỉ Tam Tinh Đôi chỉ được phát hiện vào mùa xuân năm 1929, trong lúc một người nông dân ra làm ruộng đã phát hiện một đống đồ ngọc tinh xảo đẹp mắt. Di chỉ Tam Tinh Đôi đại diện cho di chỉ đồ đồng của nước Thục cổ, đánh thức nền văn minh Tam Tinh Đôi của nước Thục trong suốt 3000 năm lịch sử.
Năm 1986, các nhà khảo cổ khai quật ra hai hầm làm lễ tế rất quy mô, hơn 1000 văn vật quý đẹp tuyệt vời và làm rung động cả thế giới cổ vật. Cùng với việc khai quật ra hàng loaṭ văn vật quý hiếm tinh xảo và mang tính chất thần bí, những điều bí ẩn của lịch sử cũng lần lượt xuất hiện. Hiện nay, bảo tàng Tam Tinh Đôi tỉnh Tứ Xuyên là bảo tàng thu hút du khách với bộ sưu tập đồng hiếm có của nước Thục xưa, là nơi nghiên cứu của các nhà khoa học.

## Mặt nạ đồng
Mặt nạ đồng là một trong những cổ vật quý hiếm và kỳ lạ nhất trong bộ sưu tập hơn 1000 cổ vật Tam Tinh Đôi. Kỳ lạ là tại khu vực Hà Nam chỉ khai quật văn minh Tam Tinh Đôi chỉ có đỉnh, chậu,...trong khi đó, tượng mặt nạ Tam Tinh Đôi lại miêu tả một khuôn mặt khác hoàn toàn với người đương đại, mắt to, mồm bẹp và rộng, lông mày rậm, không có cằm, khuôn mặt nửa cười, nửa giận.
Cho đến thời điểm hiện tại, người ta vẫn không hiểu, khuôn mặt này biểu thị cho cái gì, miêu tả ai và dùng để làm gì là một câu hỏi các nhà khoa học chưa có lời giải đáp.

## Tem bưu chính Tam Tinh Đôi
Di chỉ đồ đồng Tam Tinh Đôi hiện nay được đưa lên bộ tem bưu chính do Trung Quốc phát hành năm 2012 với 1 block và 2 tem.

Di chỉ Tam Tinh Đôi
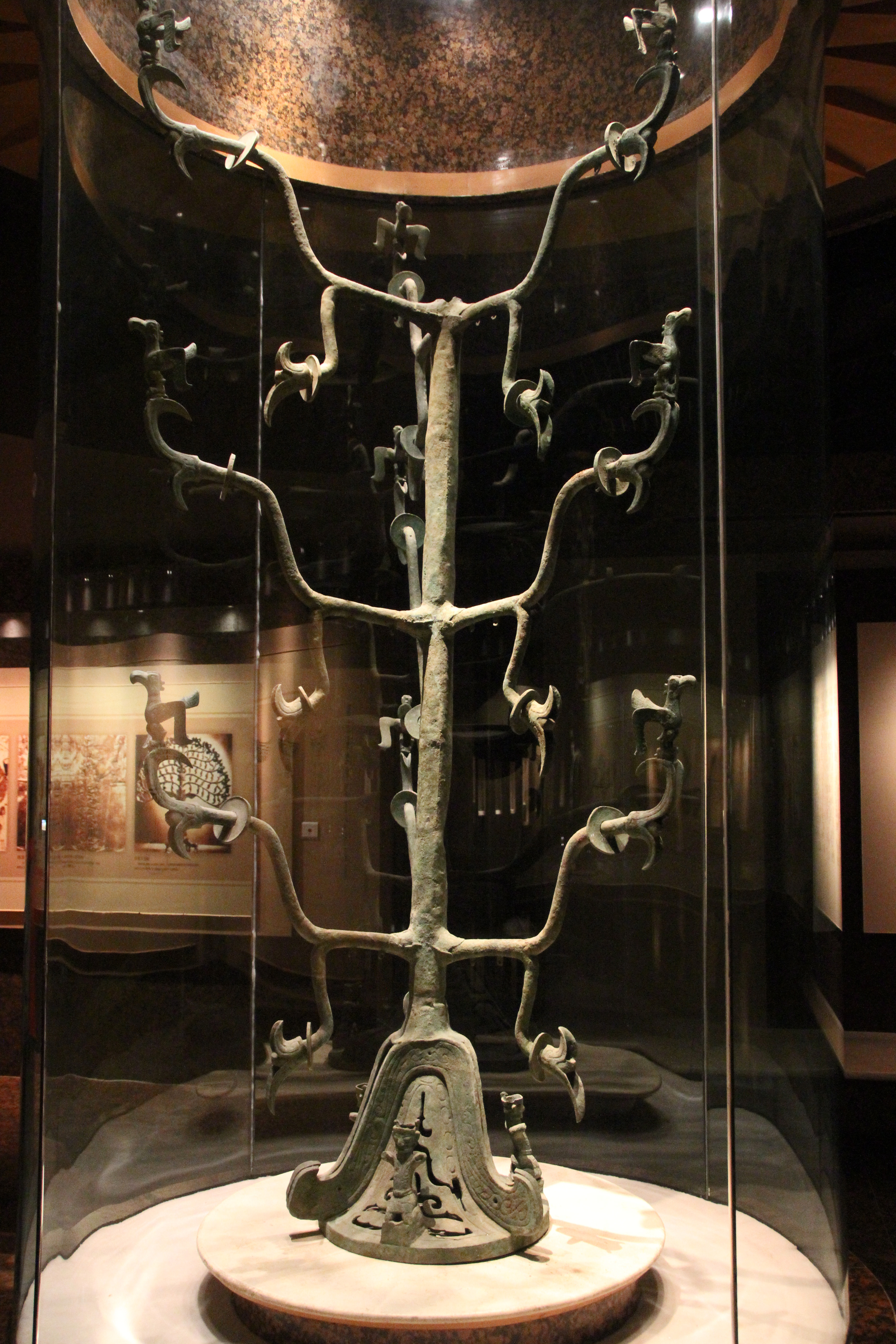
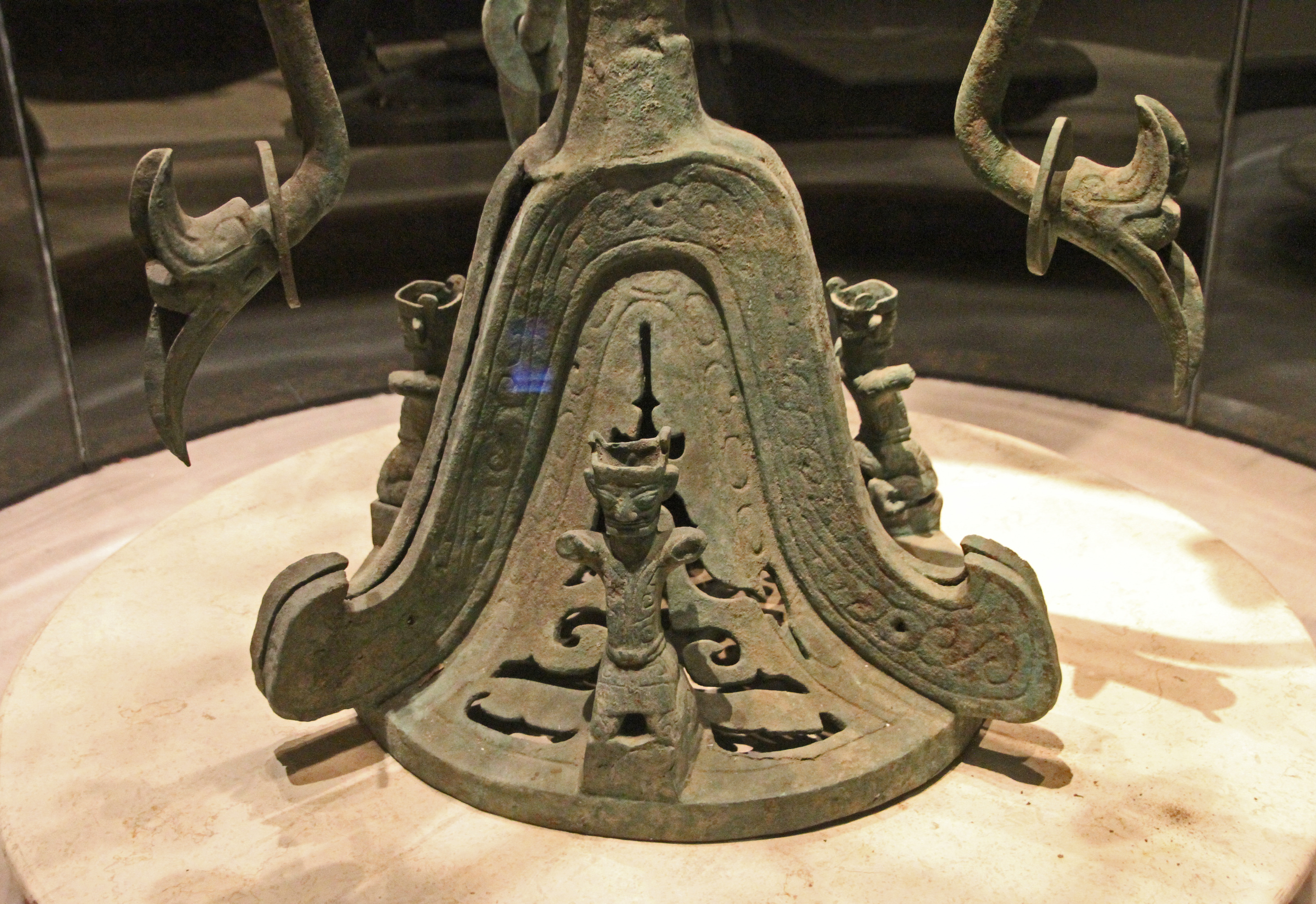
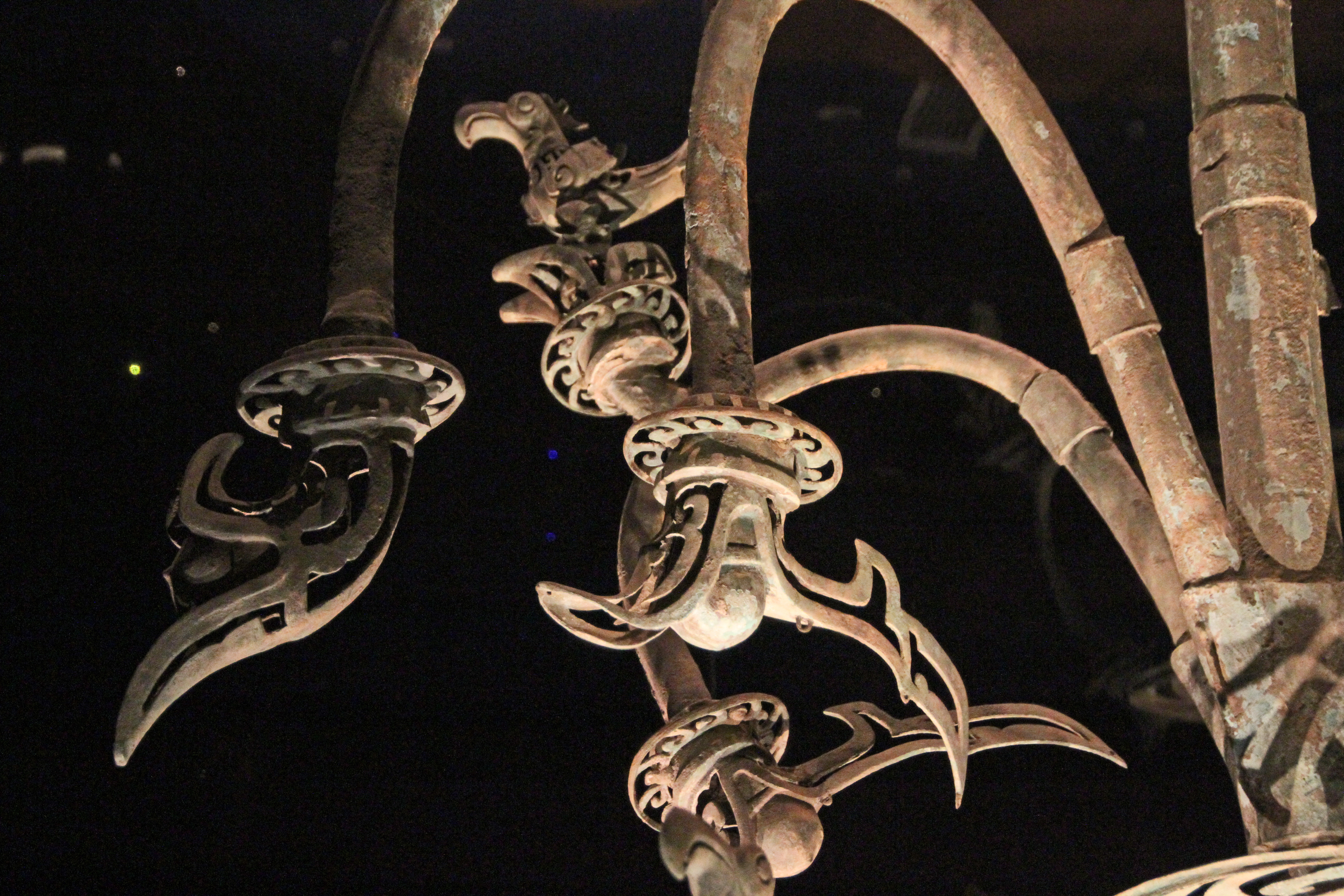
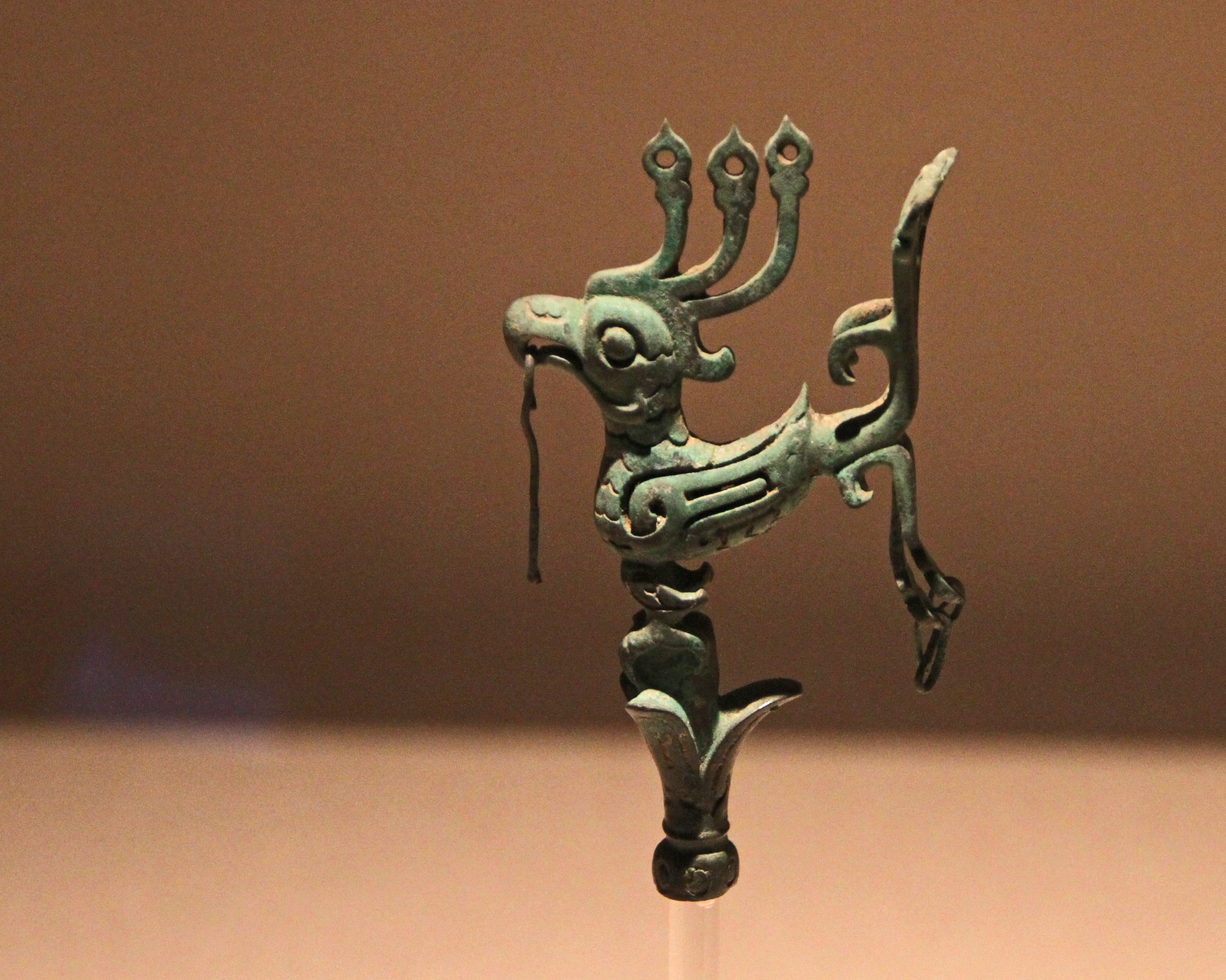
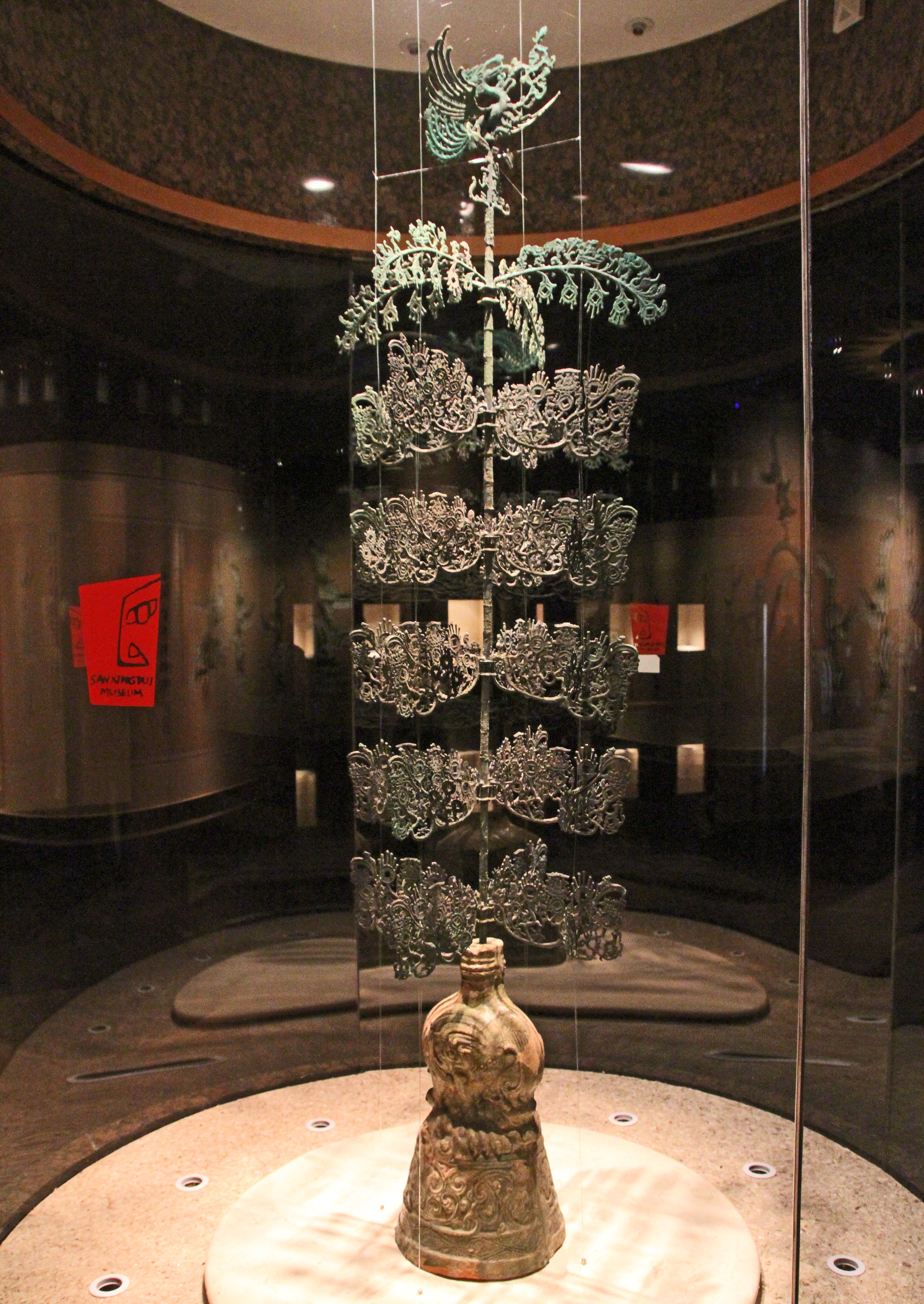
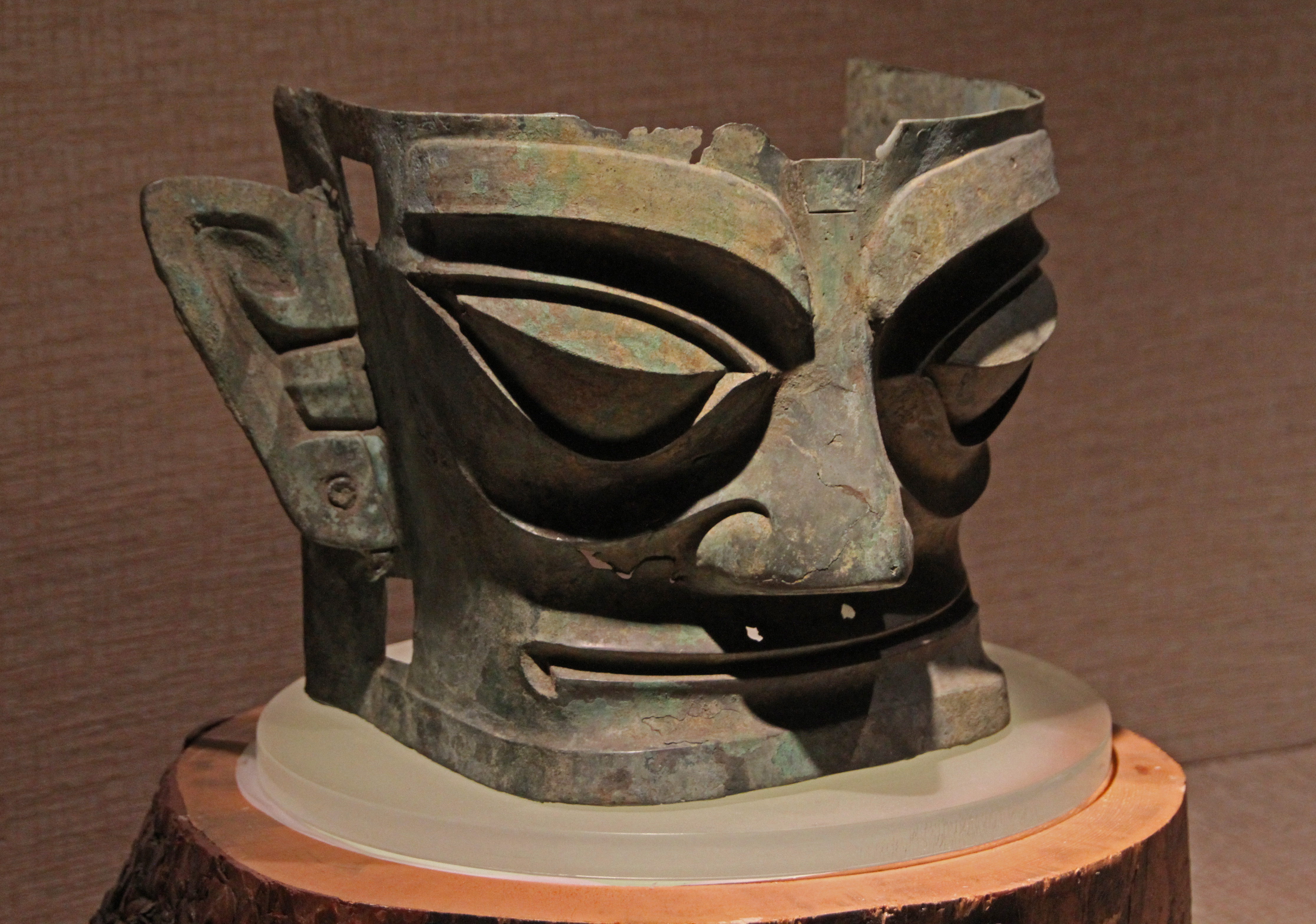
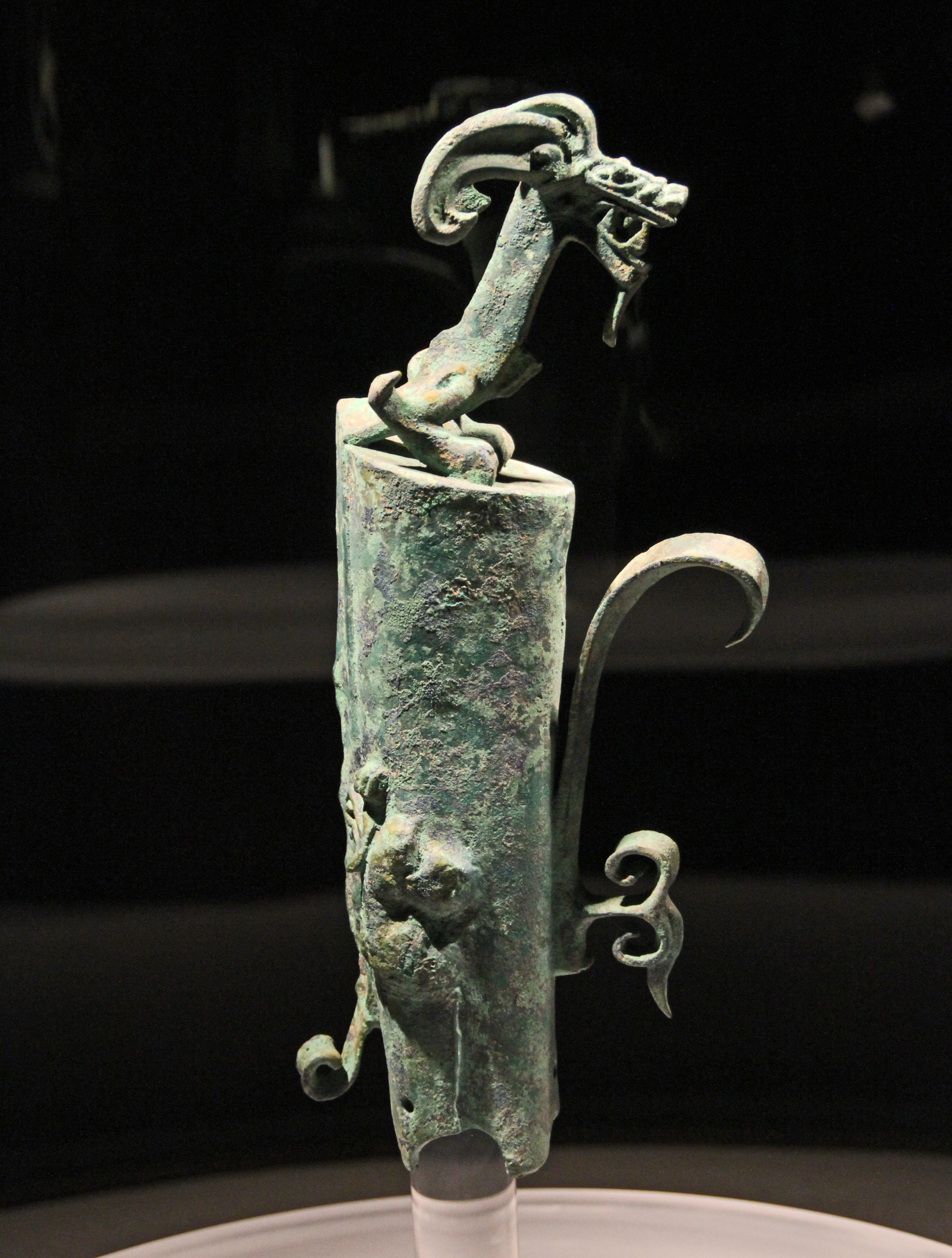
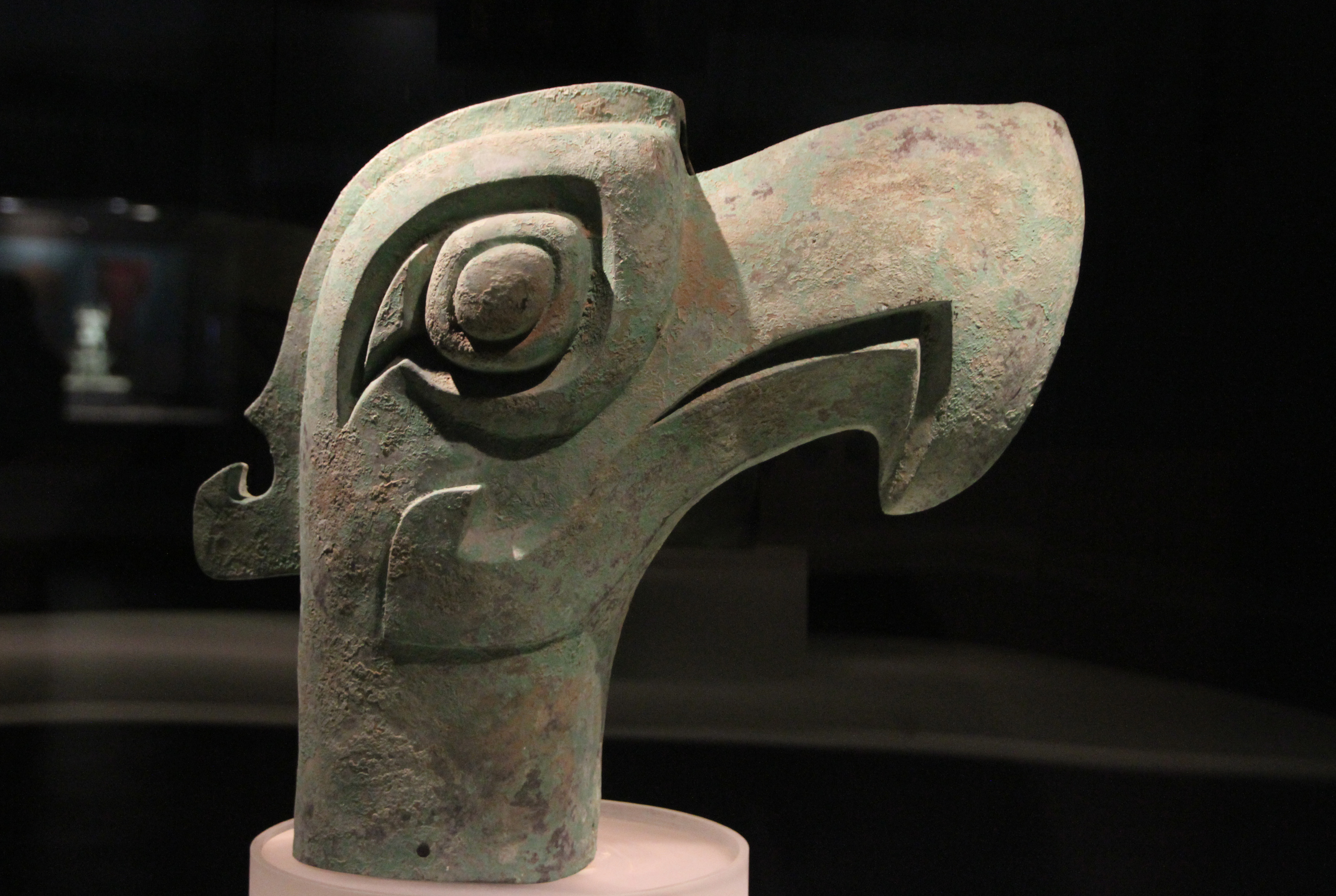